# Partners Financial Services
Partners Financial Services, a.s. (známá též jako Partners) je českou společností, která od roku 2007 poskytuje nezávislé finanční poradenství a zprostředkovává finanční produkty prostřednictvím sítě finančních poradců a kamenných poboček Partners Market. Patří do finanční skupiny Partners, kterou tvoří několik finanční společností a která v roce 2021 expandovala na Slovensko pod brandem Simplea. Roční obrat skupiny za rok 2021 přesáhl 3 mld. Kč.
Provizní obrat Partners Financial Services a.s dosáhl podle údajů z výroční zprávy společnosti v roce 2021 1,365 mld. Kč. Ve struktuře Partners působilo na konci roku 2021 1882 finančních poradců a manažerů. Portfolio uzavřených produktů tvořily ve stejném roce z 11 % jednorázové investice do podílových fondů, z 25 % neživotní pojištění aut a majetku, z 19 % pravidelné investice do podílových fondů a z 16 % penzijní produkty. Zbytek smluv v portfoliu tvořily hypotéky, investiční a flexibilní pojištění, ostatní bankovní a úvěrové produkty, rizikové a úvěrové pojištění a stavební spoření.
Do finanční skupiny Partners patří kromě Partners Financial Services a.s. také Partners investiční společnost, a.s., životní pojišťovna Simplea, nemovitostní fond Trigea, penzijní společnost Rentea, finančněporadenská společnost Simplea Financial Services působící na Slovensku a také společnosti NextPage Media, provozující servery zaměřené na finance Peníze.cz, Peniaze.sk a Finmag.cz, dále server pro ženy Heroine.cz a magazín o fotbale Footballclub.cz. Poslední tři zmiňované vycházejí také v tištěné podobě. Obrat finanční skupiny Partners za rok 2021 přesáhl 3 mld. Kč. V roce 2024 spustila společností vlastní Partners Banku.

## Historie

### 2007
Společnost Partners zahájila svou činnost v červnu roku 2007.
Založení společnosti předcházel odchod čtyř set[zdroj?] poradců a manažerů z německé finančně poradenské společnosti OVB, kteří následně začali podnikat v nově vzniklé firmě Partners. Založení společnosti je spojeno se jmény Pavel Kohout, Tomáš Prouza, Jan Majer a Kateřina Volínová (rozená Palková).[zdroj?] Kateřina Volínová zastávala v nové společnosti post předsedkyně představenstva až do začátku roku 2014, kdy se její funkce změnila na předsedkyni dozorčí rady Partners a předsedou představenstva se stal Petr Borkovec.

### 2008
V roce 2008 se společnost Partners stala členem profesního sdružení AFIZ, Asociace finančních zprostředkovatelů a finančních poradců České republiky, kterému společnost Partners od roku 2011 předsedá. V červenci Partners otevřeli první klientské centrum na Václavském náměstí, č. 64. V tomto roce také vznikl server a časopis Finmag. Finanční magazín Finmag existuje dodnes jako součást portálu peníze.cz.

### 2009
V lednu Česká televize odvysílala první řadu televizního pořadu Krotitelé dluhů, ve které vystupovali v roli finančních rádců a konzultantů finanční poradci Partners pod vedením Tomáše Prouzy. V únoru vyšlo první číslo interního časopisu JsmePartners. Ke konci roku počet klientů evidovaný společností přesáhl 100 tisíc a počet poboček překročil stovku.

### 2010
Byl spuštěn projekt Partners bankovní služby ve spolupráci s UniCredit Bank, kdy Partners začali prostřednictvím své poradenské sítě a poboček poskytovat základní bankovní služby včetně bankovních účtů, spotřebitelských úvěrů a výběrů z bankomatů na klientských centrech. Konal se první ročník kurzu k získání odborného evropského certifikátu €FA™, který Partners ve spolupráci se sdružením AFIZ přivedli do České republiky.
V prosinci 2010 společnost Partners koupila portál peníze.cz a na konci roku také získala licenci na založení Partners investiční společnosti.

### 2011
Provizní obrat společnosti poprvé v tomto roce překročil hranici jedné miliardy korun. Byl spuštěn akciový program pro manažery a ředitele společnosti Partners, jejímž cílem je přerozdělení části společnosti do rukou jejích manažerů a ředitelů a vstup společnosti na burzu do roku 2020. Na konci roku 2011 Partners expandovali na polský trh s centrálou v polských Katovicích.

### 2012
Zkraje roku 2012 se společnost přejmenovala z Partners For Life Planning na Partners Financial Services. V tomto roce došlo ke spuštění nového distribučního kanálu, franšízové sítě Partners market. První Partners market byl otevřen v Tišnově. Součástí konceptu Partners market je bankovní koutek UniCredit Bank s portfoliem produktů této italské banky. Na konci roku společnost začala poskytovat klientům investiční poradenství.

### 2013
V září byla oznámena plánovaná akvizice minoritního podílu v makléřské společnosti OK GROUP, a.s. a společnost Partners komunikovala svůj zájem zaměřit se i na segment poskytování finančních služeb firmám. Na konci léta byl jmenován nový výkonný ředitel společnosti Michal Špaňár, který předtím mnoho let působil ve skupině ING. V roce 2013 přesáhl podíl Partners na hypotečních úvěrech 10 % českého trhu a společnost uvedla v tiskové zprávě objem sjednaných hypotečních a dalších úvěrů ve výši 16,5 miliardy.
V roce 2013 byla také společnosti Partners Financial Services udělena pokuta od Rady pro rozhlasové a televizní vysílání za reklamu, která nepřípustně využívala motivu strachu a mohla tak vést k emocionálnímu obchodnímu rozhodnutí spotřebitele, které by třeba jinak neučinil.

### 2014
V tomto roce se společnost Partners zaměřila na rozšiřování pobočkové sítě Partners market. Na konci roku fungovalo po celé České republice 53 poboček. V průběhu roku spustilo vývojové oddělení klientský portál MojePartners, kde si klienti sami sjednávají finanční produkty. Na podzim ekonom a jeden ze zakladatelů Partners Pavel Kohout přidává do portfolia Partners investiční společnosti nový tzv. fond fondů s akciovou strategií s názvem Partners 7 Stars.

### 2015
Rozšiřuje se dceřiná společnost Partners media, jejíž finanční portál Peníze.cz navštíví každý měsíc milionu čtenářů. Dále se společnost zaměřuje na online finanční byznys a kupuje akciovou společnost Porovnej24, která se zabývá generováním leadů na finanční i nefinanční produkty a online prodejem neživotního pojištění.

### 2016
Na výsledcích Partners v roce 2016 se výrazně podílí především hypotéky, úvěry ze stavebního spoření a ostatní úvěry, kterých společnost dohromady zprostředkovala za 22,5 miliardy Kč. Představenstvo společnosti schvaluje nový Etický kodex, který je závazný pro všechny poradce a manažery.

### 2017
V desátém roce působení společnosti na českém trhu dosahuje pobočková síť Partners market 70 otevřených franšíz po celé ČR. Partners v tomto roce vystupuje na podporu regulace pojistek ze strany České národní banky.

### 2018
Skupina Partners dosáhla historicky nejvyššího obratu 1,4 mld. Kč. Franšízová síť finančních poboček Partners Market se rozrostla na 81.

### 2019
V dubnu byl spuštěn nemovitostní fond Trigea, do kterého za prvních 8 měsíců klienti vložili 385 milionů korun. Do finanční skupiny Partners přibyla také životní pojišťovna Simplea, ta od května do konce roku získala 24 tisíc klientů. Partners media začala vydávat webovou i tištěnou verzi magazínu pro ženy Heroine.

### 2020
Přestože byl tento rok ovlivněn pandemií koronaviru, celkový obrat skupiny přesáhl 2 mld. Kč a společnost zaznamenala velký růst zájmu o investice a hypotéky. Koncem roku skupina požádala Českou národní banku o licenci na vlastní Partners Banku.

### 2021
Skupina Partners spustila vlastní penzijní společnost Rentea. V průběhu roku dosáhl počet franšízových poboček Partners Market stovky. Skupina expandovala na Slovensko pod brandem Simplea. Partners media změnila jméno na NextPage Media.

### 2022
Na jaře 2022 spustili Partners kampaň Myslete na své starší já, která byla zaměřena na penzijní spoření a zahrnovala mj. televizní spoty, na jejichž podobě se podílel scenárista Petr Kolečko. V červnu 2022 si Partners připomněli 15 let svého působení na trhu. Počet finančních poboček Partners Market dosáhl 150. Pojišťovna Simplea spustila sjednání životního pojištění plně online.

### 2024
Dne 6. března 2024 spustila společností projekt vlastní banky. V den spuštění měla čtvrtou nejhustší síť poboček.

## Skupina Partners
Do skupiny společnosti Partners patří několik dceřiných společností s aktivitami v oblasti investic, pojištění i médií a dceřiná společnost Simplea Financial Services na Slovensku.

### Partners investiční společnost
Na konci roku 2010 společnost Partners získala licenci od České národní banky potřebnou k založení Partners investiční společnosti. Předmětem podnikání společnosti je především obhospodařování investičních fondů a majetku zákazníka, jehož součástí je investiční nástroj (portfolio management). Společnost poskytuje možnost jednorázového i pravidelného investování do podílových fondů, v roce 2022 si klienti mohli vybírat celkem z devíti investičních fondů s různým složením portfolií (akciové, dluhopisové, smíšené), které jsou vhodné pro různou dobu investování a různě rizikové profily. Společnost je rovněž obhospodařovatelem účastnických fondů Rentea penzijní společnosti a administrátorem Trigea nemovitostního fondu. Objem majetku, který Partners investiční společnost spravovala na konci roku 2021, dosáhl hodnoty 7,2 mld. Kč, z toho 500 mio Kč činilo zhodnocení investic.

### NextPage Media, s.r.o.(dříve Partners media, s.r.o.)
Vydavatelství, jehož součástí jsou zpravodajské weby Peníze.cz, Finmag.cz, Heroine.cz a Football Club, poslední tři vycházejí také v tištěné podobě. Zpravodajský web o osobních financích peníze.cz byl založen v roce 2000. Jeho hlavní náplní jsou články o financích a ekonomice i komentáře českých ekonomů a odborníků na oblast financí. Portál obsahuje i profily finančních produktů, čtenářskou poradnu, kalkulačky nebo interaktivní grafiky. V roce 2010 koupila peníze.cz společnost Partners. V roce 2021 vstoupilo vydavatelství na slovenský trh weby Peniaze.sk a Finexpert.sk. Ředitelem společnosti je Martin Vlnas..

### Simplea pojišťovna, a. s.
Simplea pojišťovna, a.s. patří do finanční skupiny Partners a získala licenci k činnosti na začátku roku 2019. Od tradičních pojišťoven se liší zaměřením na technologické inovace a jednoduchou pojistnou smlouvou s minimem výluk. Pojištění se zaměřuje na vážná rizika, jakými jsou dlouhodobý výpadek příjmu při vážné nemoci nebo úrazu, invalidita a smrt. Na podzim roku 2021 Simplea pojišťovna vstoupila na první z plánovaných zahraničních trhů, a to na slovenský. Počet klientů dosáhl na konci roku 2021 v obou zemích dohromady více než 64 tisíc.

### Rentea penzijní společnost, a.s.
Rentea penzijní společnost patří do finanční skupiny Partners, která na jaře roku 2021 obdržela od ČNB povolení k činnosti penzijní společnosti a provoz spustila od července 2021. Klientům aktuálně nabízí tři účastnické fondy a v roce 2022 spustila možnost sjednání online. Na konci roku 2021 měla společnost uzavřených 24 tisíc účastnických smluv a pod správou 0,8 mld. Kč., v době svého prvního výročí pak přesáhl počet klientů 40 tisíc a pod správou měla více než 2 mld Kč.

### Trigea nemovitostní fond
Trigea nemovitostní fond byl založen na konci roku 2018. V srpnu 2021 Fond Trigea zahájil na základě povolení ČNB výkon činnosti samosprávného investičního fondu. Fond investuje výhradně do komerčních nemovitostí, mezi jeho majetek patří například pražské Explore Bussines Centre a Galerie Louvre, olomoucký Retail Park Haná, dále Retail Park v Ostravě nebo MidPoint 71 v polské Vratislavi a další. Objem spravovaných peněz dosáhl na konci roku 2021 3,7 mld. Kč.  

## Ocenění

### European Business Awards
V roce 2012/2013 se společnost Partners účastnila několika soutěžních kol prestižní evropské soutěže European Business Awards a probojovala se mezi 10 evropských firem roku s největším zaměřením na zákazníka. Soutěže se v roce 2012 zúčastnilo 17 tisíc organizací z 31 evropských zemí. Partners do soutěže nominovala poradenská společnost RSM Tacoma. Společnost Partners Financial Services soutěžila v kategorii „Zaměření na zákazníka“ (Customer Focus) a v ní získala ocenění Ruban d’Honneur pro deset nejlepších evropských firem v této kategorii.

## Vzdělávání
Partners od roku 2007 spustili několik projektů zaměřených na vzdělávání široké veřejnosti, odborné vzdělávání finančních poradců i na vysokoškolské studium.

### Partners finanční gramotnost (dříve Den finanční gramotnosti)
V roce 2011 Partners poprvé vyhlásili 8. září Dnem finanční gramotnosti a spustili projekt pod stejným názvem. V roce 2022 byl projekt přejmenován na Partners finanční gramotnost (PFG), aby už svým názvem zahrnul všechny aktivity, které probíhají po celý rok. Jde o projekt založený především na vzdělávání široké veřejnosti se zaměřením na druhý stupeň základních škol a střední školy. V jeho rámci si může škola bezplatně objednat certifikovaného školitele pro své žáky, který je poučí v oblasti správy osobních financí, úvěrů, investování i pojištění. Ve školním roce 2021-2022 bylo v rámci Školy finanční gramotnosti odučeno celkem 237 hodin na školách po celé České republice. Projekt PFG doplňuje řada vzdělávacích i zábavných materiálů, jako jsou výukové plakáty, desková znalostní hra Finance v kapse nebo finanční pexeso pro nejmenší. Součástí webu projektu je také rozsáhlý slovník finančních pojmů zahrnující více než 1600 položek.

### Certifikát EFA
V roce 2010 přivedli Partners ve spolupráci se sdružením AFIZ do České republiky odborný certifikát pro finanční poradce €FA™. Česká pobočka evropské profesní asociace EFPA Česká republika se zaměřuje na odborné vzdělávání finančních profesionálů v ČR a pořádá zkoušky, jejichž složením může uchazeč získat profesní certifikát European Financial Advisor, €FA™. První certifikační zkoušky proběhly v září roku 2011 a v tomto měsíci zároveň odstartoval druhý ročník přípravného vzdělávacího kurzu organizovaný společností Partners akademie, s.r.o.

### Obor na PEF Mendelu
V roce 2012 představila Provozně ekonomická fakulta Mendelovy univerzity v Brně ve spolupráci s Partners Financial Services, ale i finančními institucemi UniCredit Bank, Aegon nebo Pioneer Investments dvouletý navazující magisterský studijní obor Finance a investiční management, který je zaměřený na praxi směřující ke kariéře ve finanční společnosti. Obor obsahuje řadu předmětů vyučovaných přímo analytiky a ekonomy z investičních, pojišťovacích a finančně poradenských firem.

## Kontroverze
Pořad Černé ovce České televize odvysílal dne 12. května 2025 reportáž s názvem „Poradce“, která poukázala na praktiky jednoho z vázaných finančních poradců skupiny Partners Financial Services, a.s. Klientka vystupující pod jménem Lucie kvůli tomuto poradci přišla o investici přesahující 2,5 milionu Kč. Společnost se odmítla podílet na odpovědnosti s odůvodněním, že šlo o osobní iniciativu poradce mimo rámec jejich služeb, zároveň ale s tímto poradcem ukončila spolupráci.